# Дружбівка (Коростенський район)
Дру́жбівка (до 1960 року — Погоріле) — село в Україні, у Горщиківській сільській територіальній громаді Коростенського району Житомирської області. Чисельність населення становить 158 осіб (2001).

## Населення

### Мова
Розподіл населення за рідною мовою за даними перепису 2001 року:
| Мова       | Відсоток |
| ---------- | -------- |
| українська | 97,47 %  |
| російська  | 2,53 %   |

## Історія
У 1906 році — село Іскоростської волості Овруцького повіту Волинської губернії. Відстань від повітового міста 56 верст, від волості 16. Дворів 46, мешканців 254.
6 листопада 1921 р. під час Листопадового рейду через Погорілу проходила Волинська група (командувач — Юрій Тютюнник) Армії Української Народної Республіки.
До 22 липня 2016 року село входило до складу Давидківської сільської ради Коростенського району Житомирської області.